# WISE 0535-7500
WISE J053516.80-750024.9（编号缩写为WISE 0535-7500）是一颗光谱分类为≥Y1的棕矮星，位于山案座中， 距离地球大约19光年。

## 发现
WISE 0535-7500是于2012年由J·大卫·柯克帕特里克（J. Davy Kirkpatrick）等人从廣域紅外線巡天探測衛星（WISE）收集的数据中发现的。该卫星是美国宇航局发射的40厘米波长红外线太空望远镜，环绕地球飞行，它的任务从2009年12月直到2011年2月。2012年，J·大卫·柯克帕特里克等人在天文物理期刊上发表文章，宣布通过WISE发现了七颗光谱分类为Y型的棕矮星，其中一颗就是WISE 0535-7500。

## 距离
马什等人已于2012年用三角视差法对WISE 0535-7500进行了测距，结果为0.170 ± 0.044角秒，相当于5.9+2.1
−1.2pc（19.2+6.7
−3.9 ly）的距离。
WISE 0535-7500的估计距离
| 来源               | 视差/mas | 距离/pc      | 距离/ly       | 参考文献    |
| ------------------ | -------- | ------------ | ------------- | ----------- |
| 马什等人（2012年） | 170 ± 44 | 5.9+2.1 −1.2 | 19.2+6.7 −3.9 | [ 1 ] [ 2 ] |

非三角视差法估测的距离用斜体表示，最好的估计用粗体表示。